# 泾明乡
泾明乡，是中华人民共和国甘肃省平凉市泾川县下辖的一个乡镇级行政单位。

## 行政区划
泾明乡下辖以下地区：
雷家沟村、紫荆村、长务城村、吊堡子村、练家坪村、沟门前村、山底下村、庄头村、白家村、郝家村、苏家河村和算李村。